# Radevce, Lebane
Radevce (izvirno srbsko Радевце) je naselje v Srbiji, ki upravno spada pod Občino Lebane; slednja pa je del Jablaniškega upravnega okraja.

## Demografija
V naselju, katerega izvirno (srbsko-cirilično) ime je Радевце, živi 84 polnoletnih prebivalcev, pri čemer je njihova povprečna starost 50,9 let (50,3 pri moških in 51,7 pri ženskah). Naselje ima 38 gospodinjstev, pri čemer je povprečno število članov na gospodinjstvo 2,47.
To naselje je, glede na rezultate popisa iz leta 2002, večinoma srbsko.
|  |

| Demografija | Demografija     | Demografija     |
| Leto        | Št. prebivalcev | Št. prebivalcev |
| ----------- | --------------- | --------------- |
|             |                 |                 |
|             |                 |                 |
|             |                 |                 |
|             |                 |                 |
| 1948        | 585             |                 |
| 1953        | 668             |                 |
| 1961        | 617             |                 |
| 1971        | 450             |                 |
| 1981        | 309             |                 |
| 1991        | 160             | 160             |
| 2002        | 94              | 94              |
|             |                 |                 |

| Etnična sestava po popisu iz leta 2002 | Etnična sestava po popisu iz leta 2002 | Etnična sestava po popisu iz leta 2002 | Etnična sestava po popisu iz leta 2002 | Etnična sestava po popisu iz leta 2002 |
| -------------------------------------- | -------------------------------------- | -------------------------------------- | -------------------------------------- | -------------------------------------- |
| Srbi                                   | Srbi                                   |                                        | 93                                     | 98,93%                                 |
| Neznano                                | Neznano                                |                                        | 0                                      | 0,0%                                   |